# Hyphus aurantiacus
Hyphus aurantiacus är en skalbaggsart som beskrevs av Lacordaire 1869. Hyphus aurantiacus ingår i släktet Hyphus och familjen långhorningar.
Artens utbredningsområde är Sulawesi. Inga underarter finns listade i Catalogue of Life.